# 天主教圖圖特佩克教區
天主教圖圖特佩克教區（拉丁語：Dioecesis Tuxtepecensis）是墨西哥一個羅馬天主教教區，屬瓦哈卡總教區。
教區成立於1979年1月8日，位於瓦哈卡州北部。2010年有教友712,000人（佔轄區總人口94.4%）、廿八個堂區、五十名司鐸。現任教區主教為若瑟·安多尼·費爾南德斯·烏爾塔多。